# Moneybrother
Anders Olof Wendin, känd som Moneybrother, född 16 mars 1975 i Norrtälje församling i Stockholms län, är en svensk artist.

## Biografi
Moneybrother är uppvuxen i Ludvika. Han har en bakgrund i andra band, exempelvis Monster men lade ner bandet 2000 och bildade därefter solo-projektet Moneybrother. 2001 spelade Moneybrother på Hultsfredsfestivalens demonscen. EP:n Thunder in My Heart producerades av den inflytelserika producenten Jari Haapalainen och släpptes 18 februari 2002. 
Drygt ett år senare, 28 mars 2003, släpptes singeln "Reconsider Me" som slog stort i Sverige. Singeln följdes 9 maj upp av fullängdsalbumet Blood Panic. Skivan blev en omedelbar succé och Moneybrother fick motta en Grammis för bästa rockalbum och Sveriges Radio P3:s utmärkelser för "Årets manliga artist", "Årets nykomling" och "Guldmicken". Ytterligare två singlar släpptes från Blood Panic och skivan sålde guld i Sverige och sålde även bra i Tyskland, Nederländerna, Belgien och Schweiz. 2005 gav Moneybrother ut sin andra skiva To Die Alone vilken även den mottogs mycket väl. 
Den 14 oktober 2010 påbörjade Moneybrother sin första soloturné i Sverige.
År 2017 medverkade han i åttonde säsongen av TV-programmet Så mycket bättre (TV4).

## Hacka Skivindustri
Efter en konflikt med Burning Heart som Moneybrother var kontrakterad av startade han ett eget skivbolag under namnet Hacka Skivindustri som han släppte det svenskspråkiga albumet Pengabrorsan på under uppmärksammande former. Skivan innehåller svenskspråkiga versioner av flera olika artisters låtar. Moneybrother släppte sitt tredje engelskspråkiga soloalbum som fick namnet Mount Pleasure den 22 augusti 2007.

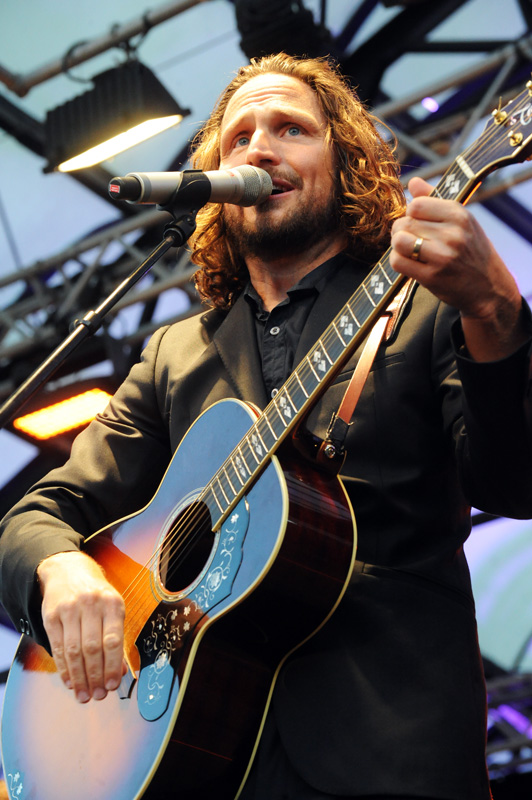
Moneybrother under ett framträdande i Kungsträdgården i Stockholm 2013 till minne av Anna Lindh.

## The Panthers
Bandet som backar upp Moneybrother live och på skiva kallar sig "The Panthers" består av:
- Lars Skoglund - trummor
- Patrik Kolar - hammondorgel & piano
- Viktor Brobacke - trombon och körsång
- Henrik Nilsson - bas och körsång
- Mange Jonsson - trumpet och körsång
- Henrik Svensson - gitarr

Tidigare medlemmar:
- Indy Neidell- piano och orgel (slutade efter Blood Panic)
- Magnus Henriksson, alias Existensminimum - trummor och slagverk (slutade efter To Die Alone)
- August Berg - trummor (på To Die Alone)
- Gustav Bendt - saxofon och körsång
- Patrick Andersson - gitarr

## Diskografi

### Album
- 2003 – Blood Panic
- 2005 – To Die Alone
- 2006 – Pengabrorsan
- 2007 – Mount Pleasure
- 2009 – Real Control
- 2012 – This Is Where Life Is
- 2014 – Dom ska få se vem dom roat sig med
- 2018 – Det är dom dagarna jag vill sjunga om

### EP
- 2002 – Thunder in My Heart

### Singlar
- 2003 – Reconsider Me
- 2003 – Stormy Weather
- 2003 – It's Been Hurting All the Way with You, Joanna
- 2005 – They're Building Walls Around Us
- 2005 – Blow Him Back Into My Arms
- 2005 – My Lil Girl's Straight from Heaven
- 2006 – Dom vet ingenting om oss
- 2007 – Downtown Train (Tåget som går in till stan)
- 2007 – Just Another Summer
- 2007 – Guess Who's Gonna Get Some Tonight
- 2007 – Down at the R
- 2009 – Born Under a Bad Sign
- 2023 – Let a loved one go

### Samlingar
- 2004 – Rebell 10 år

## Teater

### Roller (ej komplett)
| År   | Roll              | Produktion                                       | Regi             | Teater         |
| ---- | ----------------- | ------------------------------------------------ | ---------------- | -------------- |
| 2015 | Den fallna ängeln | Frankenstein (Frankenstein genskabt) Kasper Hoff | Tereza Andersson | Östgötateatern |